# ناحیه ویتفیلد، شهرستان کلینتون، ایلینوی
ناحیه ویتفیلد، شهرستان کلینتون، ایلینوی (به انگلیسی: Wheatfield Township) یک منطقهٔ مسکونی در ایالات متحده آمریکا است که در شهرستان کلینتون، ایلینوی واقع شده‌است. ناحیه ویتفیلد ۴۷۸ نفر جمعیت دارد و ۱۳۶ متر بالاتر از سطح دریا واقع شده‌است.